# Mireille Mathieu
Mireille Mathieu (ur. 22 lipca 1946 w Awinionie) – francuska piosenkarka.
Nagrała ponad 1200 piosenek w jedenastu językach, w tym m.in. przeboje: „Acropolis adieu”, „On ne vit pas sans se dire adieu”, „Paris un tango”, „Santa Maria de la mer”, „Corsica”, „Made in France”, „Paris en colère”, „Mille colombes”, „Mon credo”, „La Paloma adieu”, „Tous les enfants chantent avec moi” i „La derniere valse”. Wydała ponad 100 albumów płytowych, które rozeszły się w łącznym nakładzie prawie 200 mln egzemplarzy na świecie.

## Życiorys
Jest córką Rogera Mathieu i Marcelle-Sophie z domu Poirier. Pochodzi z wielodzietnej (jest najstarszą z 14 rodzeństwa), biednej rodziny, jej ojciec był kamieniarzem. W listopadzie 1965 dała swój pierwszy występ telewizyjny. Po występie w paryskiej Olympii została okrzyknięta „drugą Édith Piaf” ze względu na podobieństwo głosów obu artystek. Za sprawą menedżera, Johnny’ego Starka, uczęszczała na korepetycje z języka francuskiego, by poprawić swój akcent. Mimo że lansowała kolejne przeboje, np. „Akropolis adieu”, z uwagi na lekki i pozbawiony patosu repertuar była często krytykowana przez francuską inteligencję. Jednocześnie cieszyła się coraz większą popularnością i uznaniem w Niemczech, gdzie jej piosenki były notowane na listach przebojów, a ona sama trafiała na okładki czasopism.
W 1986 zagrała koncert w Chinach jako pierwsza w historii piosenkarka z Europy Zachodniej. Z koncertami wystąpiła także w Polsce (w 1969, 2010, 2016, 2020) oraz m.in. w ZSRR, Meksyku, Kanadzie, Niemczech, Stanach Zjednoczonych, Japonii, Tajlandii, krajach Skandynawii, we Włoszech i Hiszpanii.
W duetach śpiewali z nią m.in.: Dalida, Paul Anka, Barry Manilow, Plácido Domingo, Dean Martin, Charles Aznavour, Tom Jones, Petula Clark, Nana Muschuri i Josh Groban. Pozostaje jedyną piosenkarką w historii muzyki rozrywkowej, której szwedzki zespół ABBA towarzyszył (jako chórek) w nagraniu francuskiej wersji piosenki „The Winner Takes It All”.
W 1984 została odznaczona Krzyżem Oficerskim Orderu Zasługi Republiki Federalnej Niemiec, w 1999 otrzymała z rąk prezydenta Francji Order Kawalera Legii Honorowej, a w 2011 – Order Oficera Legii Honorowej. Uważana za ambasadora kultury francuskiej na świecie.
W 2002 odbyła tournée koncertowe we Francji, Belgii i Szwajcarii. Z okazji 40-lecia pracy scenicznej w 2005 odbyła tournée po Francji i Szwajcarii, prezentując także piosenki ze swojej nowej płyty. W 2006 ukazał się na DVD jej koncert jubileuszowy z paryskiej Olympii z listopada 2005, który osiągnął status platynowej płyty.
W 2007 otrzymała Srebrny Medal Zasługi Miasta Petersburga oraz nagrodę telewizji niemieckiej dla najpopularniejszej zagranicznej piosenkarki roku. Jesienią 2007 wydała niemieckojęzyczny album studyjny, a wiosną 2008 odbyła miesięczną trasę koncertową po Niemczech. W tym samym roku zagrała koncerty w Moskwie i Sankt Petersburgu.
W październiku 2009 wydała kolejny album w języku niemieckim, a w kwietniu i maju 2010 wystąpiła z koncertami w Niemczech, Austrii i Danii. Jesienią tego samego roku koncertowała w Litwie i Łotwie (po raz pierwszy w karierze), a 28 listopada 2010 roku zaśpiewała w Sali Kongresowej Pałacu Kultury i Nauki w Warszawie. Ta trasa koncertowa była częścią świętowania jubileuszu 45-lecia działalności artystycznej. 
Następne lata przyniosły wydanie kolejnych płyt i koncerty w Europie (w tym m.in. w latach 2014–2015 tournee z okazji 50-lecia kariery oraz – w październiku 2016 – recitale we Wrocławiu, Warszawie i Gdyni). W 2018 zagrała kolejne recitale w krajach europejskich i wydała album pt. Mes classiques z utworami muzyki klasycznej. W 2019 wzięła udział w ceremonii otwarcia pierwszej linii tramwajowej w Awinionie, a premierę miała dwupłytowa kompilacja pt. Cinéma, która zawiera 40 utworów – kompozycji napisanych do filmów i wykonanych przez Mathieu.
Wiosnę 2020 zagrała koncerty w Budapeszcie, Warszawie i Pradze, a dalszą część trasy (obejmującą występy w Słowacji, Rosji i Bułgaria) przełożyła z powodu pandemii COVID-19. W 2021 ukazała się reedycja (na płycie kompaktowej oraz dwóch płytach winylowych) pierwszej długogrającej płyty Mathieu – z 1966, wzbogacona o piosenki, które wcześniej nie ukazały się na żadnej płycie.